# 1734 Zhongolovich
1734 Zhongolovich este un asteroid din centura principală, descoperit pe 11 octombrie 1928, de Grigori Neuimin.